# حائل شفاف
الحائل الشفاف (Hyalobarrier) هو مادة لبقاء الأنسجة معزولة بعد الجراحة وبالتالي منع حدوث التصاقات. وتحتوي على هايلورونان. وهي عالية اللزوجة بسبب التكثيف. وتوجد مادة الهايلورونان في الغضروف والجلد وبالتالي هناك مسار استقلابي لها. ويُستخدم هذا الهلام لفصل الأعضاء والأنسجة بعد الجراحة.
وتغطي الوثائق العلمية الموجودة حتى الآن تخصص أمراض النساء؛ فهي تستخدم في الجراحة بالمنظار وتنظير الرحم جراحة الرحم والجزء الداخلي من الرحم بالمنظار وكذلك الجراحة المفتوحة. ووفقًا للبيانات المتاحة في تقرير مراجعة لمؤسسة كوكرين، هناك حاجة إلى اتخاذ إجراء فعال لمنع الالتصاقات إلى حد كبير. ويشير تقرير كوكرين أيضًا إلى أن حدوث التصاقات بعد الجراحة يكون بنسبة تتراوح من 60% إلى 90%.
وفي مراجعة تم إجراؤها مؤخرًا بواسطة سي سوتون (C Sutton) (جامعة سري، جيلفورد، المملكة المتحدة)، جاء فيها أن الحائل الشفاف هي المادة الوحيدة المضادة للالتصاق التي أظهرت بيانات إيجابية للاستخدام داخل الرحم.

## اقرأ أيضاً
- تنظير الرحم
- تنظير البطن